# Macromitrium tuberculatum
Macromitrium tuberculatum är en bladmossart som beskrevs av Hugh Neville Dixon 1933. Macromitrium tuberculatum ingår i släktet Macromitrium och familjen Orthotrichaceae. Inga underarter finns listade i Catalogue of Life.